# 소장 (군사)
소장(少將/육군, 공군,
해병대 : Major General/해군, 해안경비대 : Rear Admiral(Upper Half))은 군대 계급 중 하나로, 준장의 위, 중장의 아래에 위치한다.
평시 가장 실질적인 전투력을 보유한 지휘관이어서 지휘관의 꽃이라 불린다.
하지만 중장하고 그 차이는 엄청나게 크다. 예비역 중장은 국방장관을 할 수 있지만 예비역 소장은 국방장관을 역임할 수 없다. 
대표적으로 윤광웅 전(前) 국방장관(39대)은 예비역 해군 중장(해사 24기) 출신이다.
- 육군 : 보병사단장, 항공작전사령관, 참모부장, 육군 항공병과장 · 항공학교장 겸임, 인사사령관, 미사일사령관, 동원전력사령관(군단장급), 3사관학교장, 각 병과학교장(보병학교장의 경우 상무대 통합방호 사령관 겸임), 육군훈련소장, 한미연합사 부참모장
- 해군 : 해군작전부사령관, 각 지역별 해군사령부 사령관, 해군군수사령관, 제1함대사령관, 제2함대사령관, 제3함대사령관, 잠수함사령관
- 공군 : 공군작전부사령관, 조종사령부 부사령관, 본부 처장, 참모부장급, 공중전투사령관, 공중기동정찰사령관, 방공유도탄사령관, 방공관제사령관, 군수사령관[1]

## 계급장
육군, 해군, 해병대, 공군 모두 2성 장성

| 장성 (將星) |             | 육군(포제 정장) | 육군(포제 견장) | 육군(금속제) | 해군 | 해병대 | 공군 |
| 장성 (將星) | 소장 (少將) |                 |                 |              |      |        |      |

## 같이 보기
- 군사 편제